# La margarita (álbum)
La Margarita es un disco de fusión de Jazz, Tango, Milonga, Candombe y Rock del compositor y cantante uruguayo Jaime Roos, sobre los poemas del escritor montevideano Mauricio Rosencof, quien los escribiera en papeles de cigarrillo durante su aprisionamiento clandestino en la época de la última dictadura militar uruguaya, entre 1973 y 1985.
El disco fue lanzado en el año 1994 por el sello Orfeo.

## Descripción
El disco es de formato conceptual, ya que todas las canciones del mismo están ordenadas siguiendo una historia definida, la historia de un amor de barrio en Montevideo, en los años '40, narrados en verso en primera persona protagonista, y relata una historia amorosa entre el personaje femenino Margarita y el narrador, dos adolescentes enamorados. 
Consta en total de 15 canciones, alternando entre la música cantada por Jaime Roos y recitación oral a manos del mismo Rosencof de algunos fragmentos seleccionados del libro.
Sigue un patrón musical de candombe-beat, fusionando los ritmos populares rioplatenses de candombe y tango con propuestas más cercanas al jazz y al rock (como la canción Turbación). Las letras destacan por su ternura idílica, apuesta tanto más fuerte en cuanto se tiene en cuenta su contexto de enunciación.

## Contexto de Enunciación del libro
El libro de poemas en el que se basa el disco La Margarita fue escrito en prisión por Mauricio Rosencof durante su reclusión política en un centro de detención clandestino, junto con otros nueve dirigentes del Movimiento de Liberación Nacional Tupamaros. Según palabras de Rosencof: 

"Durante diez años nos masacramos los nudillos, nos contamos la infancia, chistes, la adolescencia, las novias, hicimos planes revolucionarios para toda América latina y el mundo, sé todo de su vida y él de la mía. También me ayudó mucho escribir la Margarita, eso se escribió bajo tierra, en Paso de los Toros, en unos calabozos donde corrían las ratas. Ratas y milicos. Una vuelta irrumpe en el calabozo un milico. 'Manda preguntar el sargento si usted es el escritor'. Contesté tímidamente bajo la capucha que sí. Entonces dijo: 'Ordena el sargento que le escriba una carta a la novia'. Así encontré el curro. Porque ellos tenían la orden de no comunicarse con nosotros. Empezaron a pedirme un poema, una carta, se pasó la voz. Hacía acrósticos y ellos me pedían 'no me hace un acrílico de ésos'. Un poema valía un huevo duro, un soneto dos cigarros y muchas veces los cambiaba por información. A veces les pedía que me dejaran la mina del bolígrafo y así escribí Las Margaritas. Costaba trepar los minutos todas las horas, las horas todos los días, los días todas las semanas, las semanas todos los meses, los meses todos los años. La realidad tangible no era vivible, vos no podés vivir sin ver un rostro, sin ver el sol o una estrella, sin hablar con nadie, sin leer un libro, comiendo como comíamos, entonces la realidad vivible era la de la fantasía y los recuerdos. Pero tenía sus riesgos, porque podías quedar empantanado que es lo que pasó con los compañeros. A mí me ayudó que era escritor y en vez de dejar que los fantasmas me atraparan, los atrapaba a ellos en una estructura dramática. Bueno, la Margarita salió así".

## Canciones
1. El regreso
2. Encuentro
3. Turbación
4. La mirada
5. Sandía
6. Indiferencia
7. Conversación
8. El beso
9. Fama
10. Lluvia
11. Nocturno
12. Golondrinas
13. Maga
14. Otoño
15. En la esquina